# Waldfriedhof (Monaco di Baviera)
Il Waldfriedhof (letteralmente "Cimitero-foresta") è il più grande cimitero di Monaco di Baviera e il secondo cimitero in Germania per grandezza, il primo Waldfriedhof ad essere costruito nel paese. È riconosciuto dallo stato della Baviera come area naturale protetta e come monumento storico (e in quanto tale vincolato dalla legge sulla protezione dei monumenti). Si trova nel distretto cittadino di Hadern.

## Storia
L'idea di creare un cimitero di tipo nuovo, non legato a rigidi schemi geometrici, bensì immerso nella natura, si deve all'architetto bavarese Hans Grässel, nell'ambito di un più ampio piano, che prevedeva la costruzione di altri tre cimiteri (il Nordfriedhof, il Westfriedhof e l'Ostfriedhof), uno per ogni zona della città. 

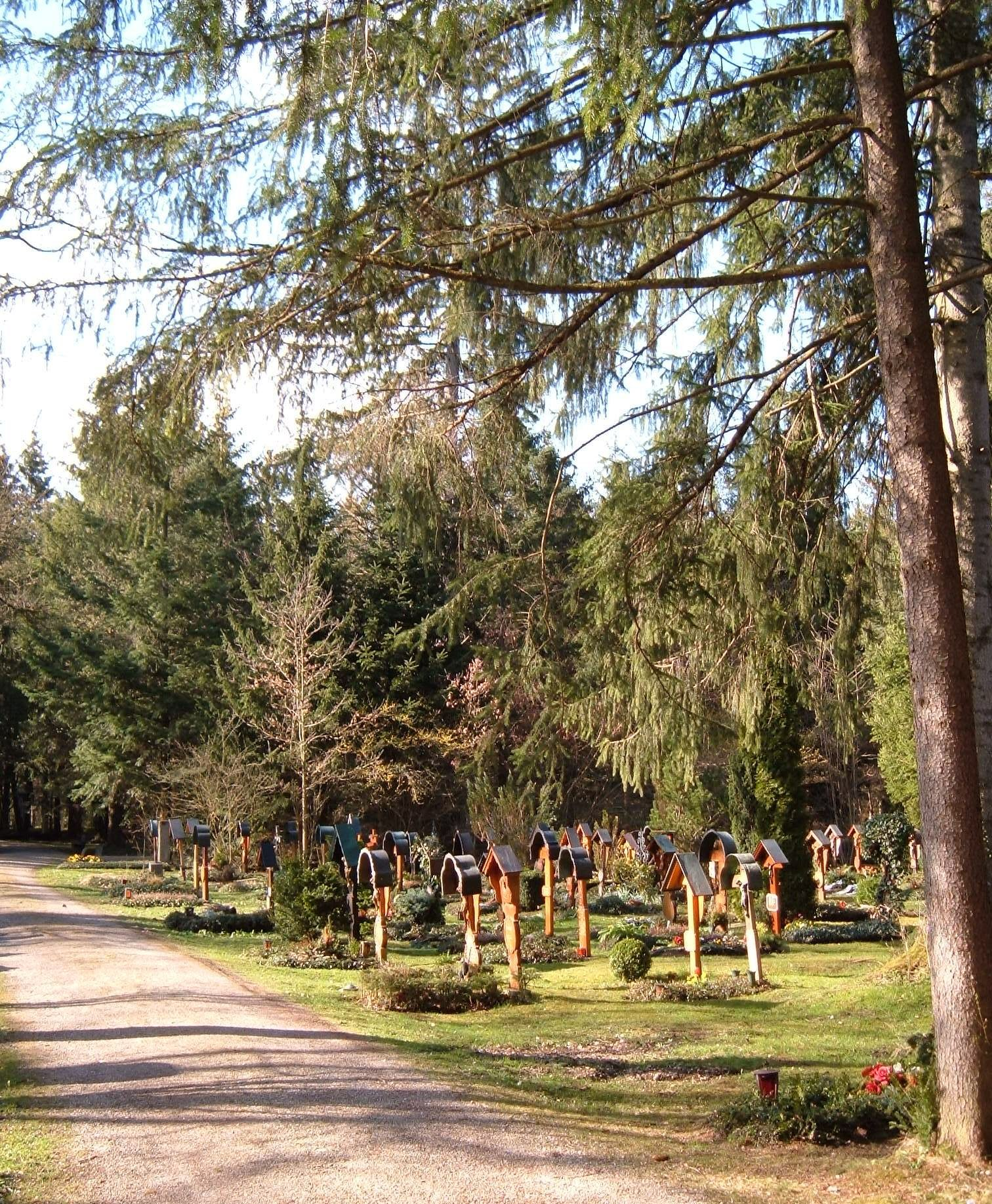
Tombe nel cimitero

 L'area individuata per il nuovo cimitero fu un'antica fustaia appartenente al Castello di Fürstenried, usata negli anni precedenti come fonte di legname. I lavori iniziarono nel 1905 e furono completati nel 1907, con 35 000 tombe. Nel 1932 venne costruita la cappella di Sant'Anastasia, progettata dall'architetto Hermann Leitenstorfer e affrescata nell'immediato secondo dopoguerra dal pittore monacense Max Lacher.
Il primo intervento dopo la seconda guerra mondiale fu, nel 1955, l'apertura di uno dei primi cimiteri islamici in terra tedesca nel settore 271, all'epoca ai margini del cimitero (oggi ai confini tra parte vecchia e parte nuova). Tra il 1963 e il 1966 poi venne aggiunta alla parte vecchia inaugurata a inizio secolo una parte nuova, progettata dall'architetto del paesaggio Ludwig Römer. Il nuovo intervento, che introdusse alcune innovazioni nello stile degli edifici, ma mantenne sostanzialmente intatto il carattere del cimitero-parco, aggiunse altre 28 350 tombe ordinarie, poi aumentate ulteriormente negli anni successivi fino ad arrivare alle attuali 64 500, e 20 000 tombe anonime, per un'estensione totale di 161 ettari. Negli anni successivi aumentò ulteriormente l'interconfessionalità del cimitero, attraverso la creazione di un piccolo cimitero ebraico nella sezione 477b, gestito dalla comunità ebraica riformata del Beth Shalom. Nel cimitero si trovano inoltre anche sepolture naturali e uno spazio dedicato ai bambini nati morti e ai feti abortiti.
Nel 1990 venne eretto un memoriale per le vittime degli esperimenti medici sui malati di mente avvenuti durante il nazismo. Sotto al memoriale, eretto per volontà di Heinz A. Staab, l'allora presidente della Società Max Planck, sono stati sepolti preparati anatomici provenienti dalle collezioni degli Istituti di ricerca cerebrale e di psichiatria della Società. Tali preparati provenivano dalle collezioni dagli analoghi Istituti di ricerca della Società Kaiser Wilhelm, diretta antesignana della Max Planck, ed erano stati creati in epoca nazista da cavie umane uccise nell'ambito dell'Aktion T4.

## Cimiteri di guerra
In una radura separata dalla parte nuova del cimitero dalla Tischlestraße, si trova uno dei cimiteri militari più grandi della Germania, progettato sempre da Römer e dall'architetto Helmut Schöner-Fedrigotti. Aperto nel 1965, ospita 3542 caduti, esumati dai 7 cimiteri cittadini e da altre 164 località dell'Alta Baviera e della Svevia, tra i quali 1988 soldati morti nella prima guerra mondiale e 1522 persone morte nella seconda guerra mondiale, sia militari che lavoratori forzati civili. Di questi ultimi 83 caduti rimangono di identità ignota. Oltre ai caduti tedeschi sono sepolti qui anche 343 stranieri di 18 diverse nazionalità, soprattutto russi. Le tombe sono segnate da lastre in pietra disposte regolarmente su precise linee geometriche, a differenza delle altre sezioni del cimitero. 

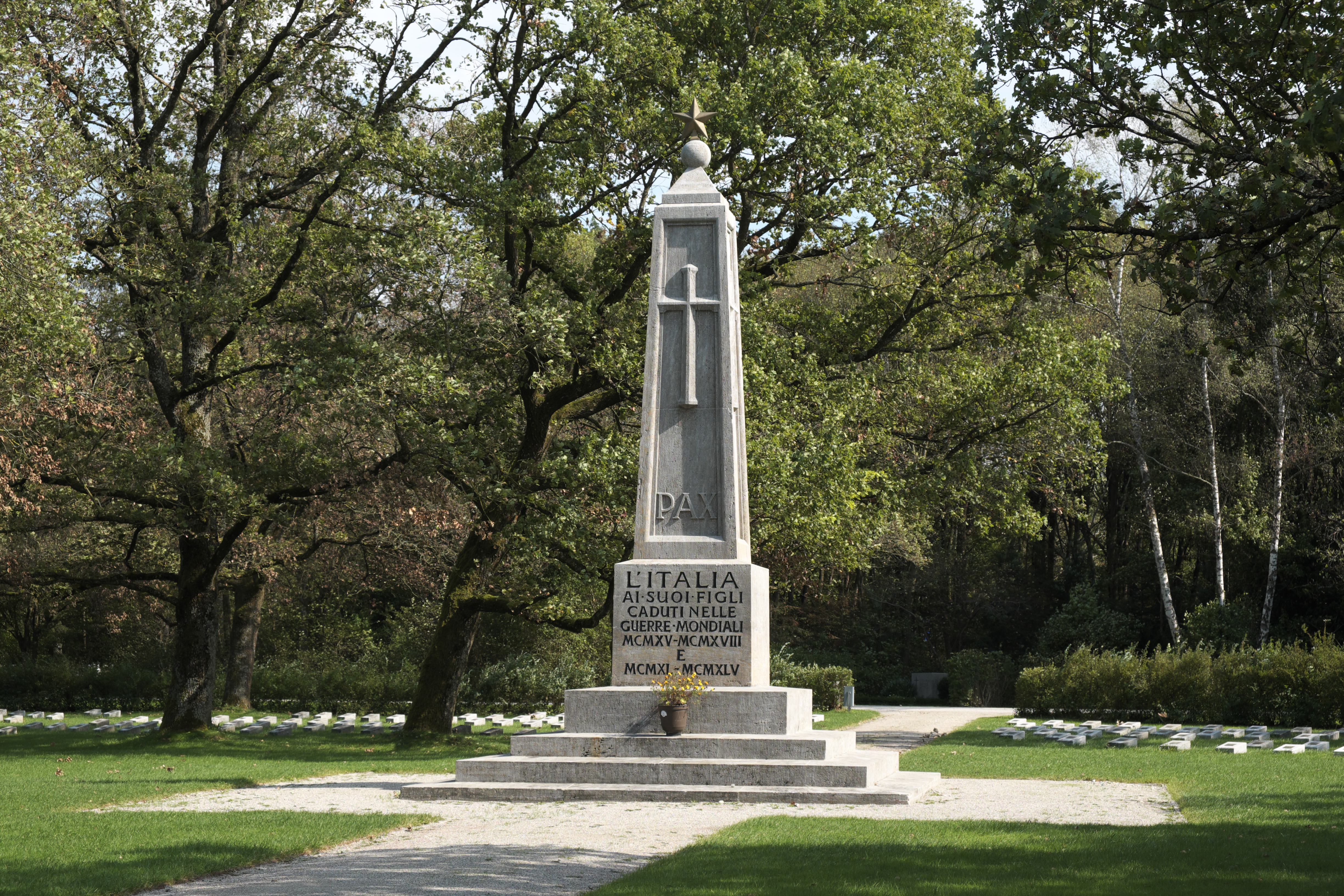
Monumento ai caduti italiani eretto dopo la Prima Guerra Mondiale

Rivoli d'acqua separano il campo di sepoltura da una Gedenkhalle (sala per le funzioni funebri) in cemento armato e di forma triangolare, alta 13 metri e dotata di una facciata ricoperta di 1800 prismi rifrangenti in vetro. Il cimitero è gestito dal Volksbund Deutsche Kriegsgräberfürsorge.

### Cimitero militare italiano
All'interno della parte nuova del cimitero civile si trova poi il cimitero militare italiano d'onore di Monaco, creato nel 1922 e collocato originariamente nei settori 237, 238 e 239 della parte vecchia del cimitero. Il cimitero si estende su un'area di 3,5 ettari ed è diviso in sei settori. In tre di essi vennero sepolti 1790 militari italiani prigionieri di guerra nella prima guerra mondiale nei dintorni della città di Monaco, mentre gli altri tre ospitano i resti di 1459 Internati Militari Italiani della Seconda Guerra Mondiale, esumati da più di 300 località della Baviera meridionale e del Baden-Württemberg. Al cimitero si accede da un piazzale lastricato, che, analogamente agli altri cimiteri militari italiani in Germania, è dotato di un'alta croce e di un altare per le funzioni religiose. Dal piazzale si avviano due viali che attraversano il cimitero. Il viale di sinistra è lastricato e conduce al vecchio monumento creato dopo la Prima Guerra Mondiale, un obelisco sormontato dalla Stella d'Italia. Le tombe sono segnate da cippi con il nome del caduto o la scritta "ignoto". Il cimitero è gestito dal Consolato italiano di Monaco di Baviera.

## Tombe di personalità celebri
Il cimitero ospita i resti di numerose personalità celebri, dal suo creatore, l'architetto Hans Grässel, a scienziati come Werner Heisenberg, registi come Leni Riefenstahl, scrittori come Michael Ende, passando per innumerevoli altri industriali, politici, attori, scrittori, giornalisti, uomini di spettacolo e musicisti.

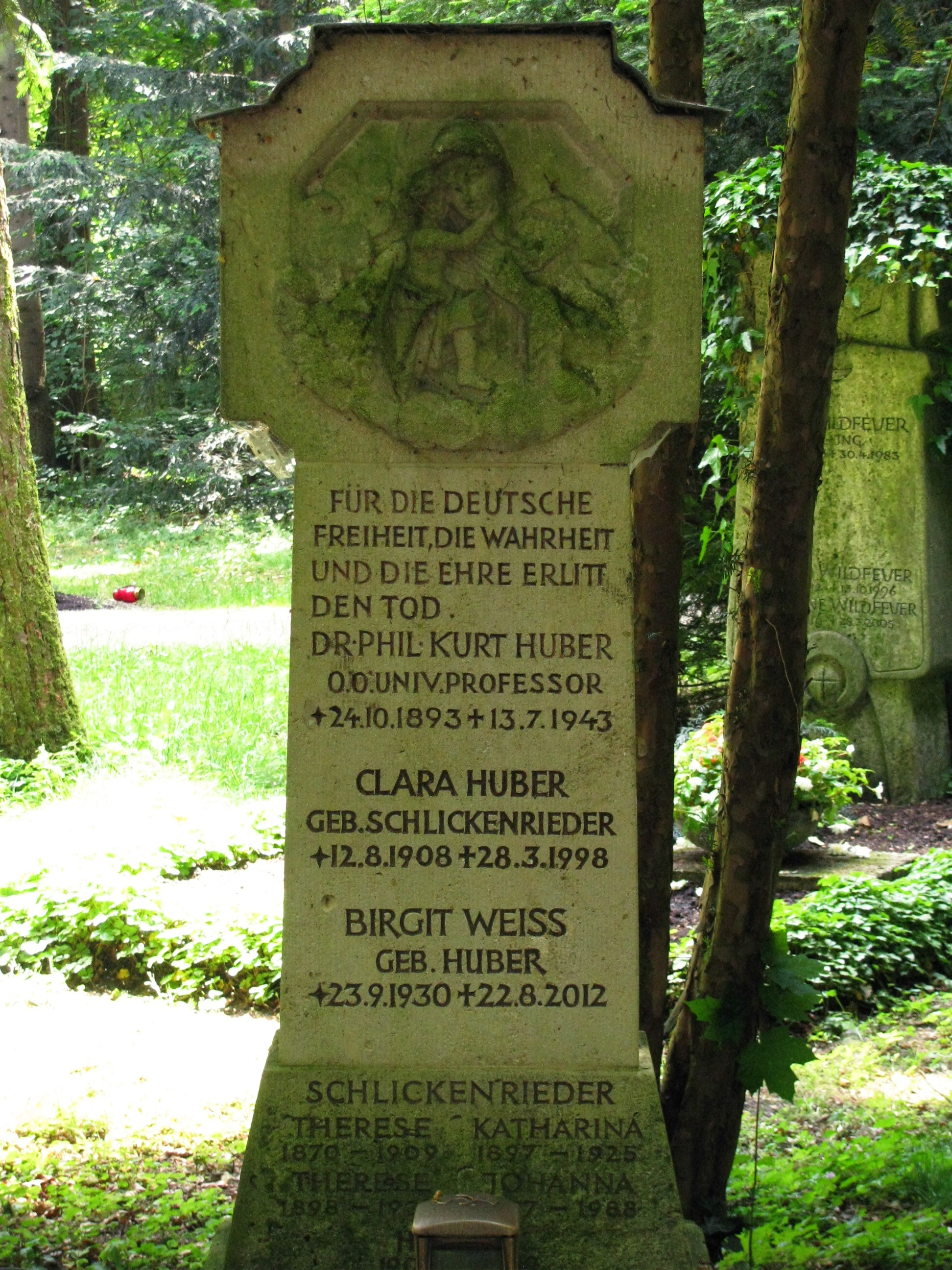
Tomba di Kurt Huber, membro della Rosa Bianca.

| Nome                    | Nascita | Morte | Professione                                                         | Nazionalità | Posizione              |
| ----------------------- | ------- | ----- | ------------------------------------------------------------------- | ----------- | ---------------------- |
| Bernd Aldenhoff         | 1908    | 1959  | tenore                                                              | tedesca     | 176-W-5                |
| Stepan Bandera          | 1909    | 1959  | politico, paramilitare                                              | ucraina     | 43-W-10                |
| German Bestelmeyer      | 1874    | 1942  | architetto                                                          | tedesca     | 39-W-24                |
| Otto Julius Bierbaum    | 1865    | 1910  | scrittore, giornalista, librettista                                 | tedesca     | 43-W-22                |
| Pinkas Braun            | 1923    | 2008  | autore, regista teatrale, traduttore                                | svizzera    | Sezione ebraica (477b) |
| Heidi Brühl             | 1942    | 1991  | attrice, cantante                                                   | tedesca     | 142e-UW-31             |
| Fritz Büchtger          | 1903    | 1978  | compositore, direttore d'orchestra                                  | tedesca     | 119-W.5                |
| Lena Christ             | 1881    | 1920  | scrittrice                                                          | tedesca     | 44-3-14                |
| Karl Ludwig Diehl       | 1896    | 1958  | attore                                                              | tedesca     | 85-W-56                |
| Hans Ehard              | 1887    | 1980  | politico                                                            | tedesca     | 86-W-12                |
| Michael Ende            | 1929    | 1995  | scrittore                                                           | tedesca     | 212-W-3                |
| Hansjörg Felmy          | 1931    | 2007  | attore, doppiatore                                                  | tedesca     | Urnenhain, albero 360  |
| Werner Finck            | 1902    | 1978  | cabarettista, attore, scrittore                                     | tedesca     | 475-UW-8               |
| Theodor Fischer         | 1862    | 1938  | architetto, urbanista                                               | tedesca     | 39-W-14                |
| Ernst Fritz Fürbringer  | 1900    | 1988  | attore, doppiatore                                                  | tedesca     | anonima                |
| Alfons Goppel           | 1905    | 1991  | politico                                                            | tedesca     | 38-W-46a/b             |
| Hans Grässel            | 1860    | 1939  | architetto                                                          | tedesca     | Tomba d'onore          |
| Lorenz Hagen            | 1885    | 1965  | sindacalista, politico                                              | tedesca     | 96-W-20                |
| Karl Amadeus Hartmann   | 1905    | 1963  | compositore                                                         | tedesca     | 131-W-18               |
| Jakob Heilmann          | 1846    | 1927  | architetto, imprenditore edile                                      | tedesca     | 132-W-24               |
| Werner Heisenberg       | 1901    | 1976  | fisico                                                              | tedesca     | 163-W-29               |
| Barbara Henneberger     | 1940    | 1964  | sciatrice                                                           | tedesca     | 66-2-1                 |
| Carl von Heß            | 1863    | 1923  | oftalmologo                                                         | tedesca     | 44-W-18                |
| Paul Heyse              | 1830    | 1914  | scrittore, drammaturgo, traduttore                                  | tedesca     | 43-W-27                |
| Kurt Huber              | 1893    | 1943  | musicologo, combattente della Resistenza antinazista                | tedesca     | 21-W-22                |
| Hugo Junkers            | 1859    | 1935  | ingegnere, imprenditore                                             | tedesca     | 146-W-25               |
| Waldemar von Knoeringen | 1906    | 1971  | politico                                                            | tedesca     | 90-W-11                |
| Fritz Kortner           | 1892    | 1970  | attore, regista                                                     | austriaca   | 246-W-23               |
| Carl Krone              | 1870    | 1943  | direttore di circo                                                  | tedesca     | 13-W-1                 |
| Franzl Lang             | 1930    | 2015  | cantante, chitarrista                                               | tedesca     | 271-3-203              |
| Carl von Linde          | 1842    | 1934  | ingegnere, inventore, imprenditore                                  | tedesca     | 139-W-9                |
| Alfred Marchionini      | 1899    | 1965  | dermatologo                                                         | tedesca     | 105-W-6                |
| Marietta di Monaco      | 1893    | 1981  | cabarettista, poetessa lirica, ballerina                            | tedesca     | 222-3-171              |
| Rudolf Mühlfenzl        | 1919    | 2000  | giornalista                                                         | tedesca     | 36-W-11                |
| Harry Piel              | 1892    | 1963  | regista, attore                                                     | tedesca     | 220-3-77               |
| Max Reger               | 1873    | 1916  | compositore, organista, pianista, direttore d'orchestra             | tedesca     | 131-W-14               |
| Leni Riefenstahl        | 1902    | 2003  | regista, produttrice cinematografica, attrice, fotografa, ballerina | tedesca     | 509-W-4a/b             |
| Josef Rodenstock        | 1846    | 1932  | imprenditore                                                        | tedesca     | 17-W-43                |
| Michael August Schichtl | 1851    | 1911  | uomo di spettacolo                                                  | tedesca     | 30-7-1                 |
| Karl Schönböck          | 1909    | 2001  | attore                                                              | austriaca   | 106-W-13a/b            |
| Ida Schumacher          | 1894    | 1956  | attrice                                                             | tedesca     | 222-2-19               |
| Herman Sörgel           | 1885    | 1952  | architetto                                                          | tedesco     | 31-W-42                |
| Franz von Stuck         | 1863    | 1928  | disegnatore, pittore, scultore                                      | tedesca     | 95-W-16                |
| Friedrich von Thiersch  | 1852    | 1921  | architetto, pittore                                                 | tedesca     | 71-W-10                |
| Alfred von Tirpitz      | 1849    | 1930  | ammiraglio, politico                                                | tedesca     | 140-W-21               |
| Karl Tischlinger        | 1910    | 1983  | attore                                                              | tedesca     | 142e-2-77              |
| Paul Verhoeven          | 1901    | 1975  | attore, regista, direttore e autore teatrale                        | tedesca     | 95-W-3                 |
| Elisabeth Volkmann      | 1936    | 2006  | attrice, comica, doppiatrice                                        | tedesca     | anonima                |
| Georg von Vollmar       | 1850    | 1922  | politico                                                            | tedesca     | 90-W-11                |
| Frank Wedekind          | 1864    | 1918  | scrittore, drammaturgo, poeta, attore                               | tedesca     | 17-W-88                |
| Fritz Wunderlich        | 1930    | 1966  | tenore                                                              | tedesca     | 212-W-18               |

### Personalità un tempo sepolte nel cimitero
- Gustav Landauer (1870-1919), scrittore e attivista politico tedesco. Sepolto dentro a un monumento a lui dedicato eretto nel 1925 (posizione:95-W-15), nel 1933 con l'avvento al potere del nazismo venne abbattuto il monumento e i suoi resti vennero esumati e trasferiti nel Cimitero ebraico (dove furono sepolti in forma anonima). Il monumento a lui dedicato è stato ricostruito in forma più ridotta nel 2017. Esso consiste di una stele in basalto alta 2,5 metri con un'iscrizione di colore blu di una citazione tratta da una sua opera, Aufruf zum Sozialismus.[14][15]